# Nacho Prado y Daniel Campos
Nacho y Daniel son un conjunto folklórico argentino creado en Córdoba en 2009 después de haberse desvinculado de Los Guaraníes.

## Biografía
Sergio Daniel Campos Moisés nacido en Salta, Capital el 12 de octubre de 1975, hijo de Tomás "Tutú" Campos (fundador e integrante de Las voces de Huayra),(y fundador e integrante de Los Cantores del Alba), desde chico acompañó a su padre en los diferentes escenarios del país aprendiendo el oficio de cantor. En el año 1993 llega a Córdoba para estudiar pero su sangre es más fuerte y funda "Los Guaraníes".
Luis Ignacio "Nacho" Prado nacido en Cruz Alta (Córdoba) el 16 de agosto de 1978, desde niño sus vínculos artísticos fueron la música, en el año 1999 llega a Córdoba, Capital para cumplir su sueño de cantar, comenzando con el género de cuarteto.

## Trayectoria
Nacho Prado y Daniel Campos es un dúo folklórico argentino que se conocen en el año 2002 cuando Nacho Prado ingresa a Los Guaraníes, forman una dupla única con sus versátiles voces, grabando 4 discos con esa formación, entre ellos "Pasiones (2003)" , "Tiempos (2004)" , "Sentimientos (CD doble - 2005) y "En concierto (grabado en vivo en el Teatro Real de Córdoba - 2007). En marzo de 2009 se abren camino abriéndose de la formación Los Guaraníes ,para comenzar su carrera como dúo, utilizando sus nombres salen al ruedo con el disco "Nuestra Historia (2009)". En el año 2010 graban junto a Facundo Toro un disco homenaje a Daniel Toro "El Nombrador" y a Los Cantores del Alba, titulando ese disco "Nombradores del Alba (enlace roto disponible en Internet Archive; véase el historial, la primera versión y la última). Los Nombradores del alba", grabando clásicos como "Mariposa Triste", "Serenata otoñal", "Mi principito", "Que nunca falte una zamba" y varios más.

## Discografía
1. Nuestra Historia (2009)
2. Los Nombradores del Alba (Junto a Facundo Toro)(2010)
3. Valses y Serenatas "Edición especial"(2010)
4. La noche y tú... (2011)
5. Bien Argentino (2012)
6. De fiesta con...(Villancicos junto a Chébere) (2012)
7. Mariachis (Junto a Chébere)(2013)
8. 15 Grandes Éxitos (2013)
9. Nacho Prado y Daniel Campos (2014)
10. Los Nombradores del Alba - Volumen 2 (Junto a Facundo Toro) (2016)
11. Claro y Oscuro (2017)